# Incel

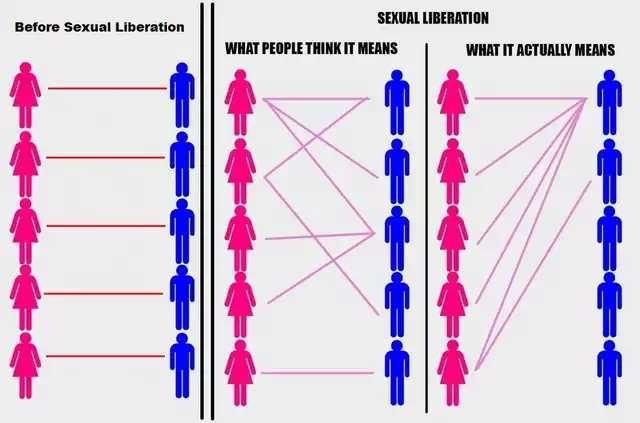
Az incelek szerint a világ a szexuális forradalom előtt, alatt és után

Az incel (ejtsd: inszel) az angol involuntary celibates, magyarul "önkéntelen cölibátus" rövidítése, egy online szubkulturát leíró kifejezés. Azokat értik alatta, akik vágyuk ellenére sem képesek romantikus vagy szexuális kapcsolatot létesíteni. Az incel fórumokon folytatott megbeszéléseket gyakran neheztelés, nőgyűlölet (mizoginia), mizantrópia (embergyűlölet), önsajnálat és önutálat, rasszizmus, a beleegyezés nélküli szexre feljogosítottság érzése és a szexuálisan aktív emberek elleni erőszak támogatása jellemzi. Az amerikai nonprofit Southern Poverty Law Center (SPLC) a szubkultúrát az "online férfi felsőbbrendűséget hirdető ökoszisztéma részeként" írta le, amely a gyűlöletcsoportok listáján is szerepel. Az incelek többnyire heteroszexuális férfiak. A szubkultúra teljes méretére vonatkozó becslések nagymértékben különböznek, ezer és százezer között mozognak.
Legalább hat tömeggyilkosságot, összesen 44 emberölést követtek el 2014 óta olyan férfiak, akik vagy magukat incelként azonosították, vagy saját internetes posztjaikban megemlítették az incellel kapcsolatos neveket és írásokat. A média és a kutatók bírálják az incel közösségeket, azok ellenségesen szexista, erőszakra ösztönöző, szélsőséges nézeteket terjesztő és tagjaikat radikalizáló mivolta miatt. 2018-tól kezdődően az incel ideológiát egyre inkább terrorfenyegetettségnek nevezik, és a kanadai Torontóban egy 2020. februári támadás lett az állítólag az incellel összefüggő erőszak első olyan esete, amely ellen terrorcselekményként indult eljárás.

## Története
Az első online közösség, amely az "incel" kifejezést használta, 1993-ban indult, amikor egy kanadai egyetemista, aki csak keresztnevén, Alana néven volt ismert, létrehozott egy weboldalt, hogy megbeszélje szexuális inaktivitását másokkal. Az "Alana's Involuntary Celibacy Project" (magyarul: Alana önkéntelen cölibátus projektje) elnevezésű weboldalt minden nemű emberek használták gondolataik és tapasztalataik megosztására. 1997-ben egy olyan levelezőlistát indított a témában, amely az INVCEL rövidítést használta, amelyet később "incel" -re rövidítettek, "bármilyen nemű bárki számára, aki magányos, soha nem volt szexuális kapcsolatban vagy hosszú ideje nem volt kapcsolata". Főiskolai éveiben és utána Alana rájött, hogy biszexuális, és kényelmesebbé vált identitása.
2000 körül abbahagyta az online projektben való részvételét, és egy idegennek adta át a webhelyet. 2018-ban Alana így nyilatkozott a projektjéről: "Ez határozottan nem egy csomó srác volt, akik a nőket hibáztatták a problémáikért. Ez egy elég szomorú változata ennek a jelenségnek, ami manapság történik. A dolgok megváltoztak az elmúlt 20 évben." Amikor olvasott a 2014-es Isla Vista-i gyilkosságokról, és arról, hogy az incel szubkultúra egy része dicsőítette az elkövetőt, ezt írta: "Mint egy tudós, aki feltalált valamit, ami végül háborús fegyver lett, nem tudom ezt a szót sem kiiktatni, sem a szebbik nemre korlátozni, akiknek szükségük van rá." Sajnálatát fejezte ki, hogy a használat megváltozott az eredeti szándékától, hogy egy "befogadó közösséget" hozzon létre minden nemű ember számára, akik a társadalmi esetlenség, a marginalizálódás vagy a mentális betegsége miatt szexuálisan nélkülöznek
A love-shy.com üzenőfalat 2003-ban alapították, hogy azok az emberek, akik úgy érezték, hogy állandóan elutasítják őket, vagy rendkívül félénkek a potenciális partnerekkel, megvitathassák helyzetüket. Kevésbé szigorúan volt moderálva, mint a szintén a 2000-es években alapított IncelSupport, és míg az IncelSupport férfiak és nők számára egyaránt nyitott volt, és tiltotta a nőgyűlölő bejegyzéseket, a love-shy.com felhasználói tábora túlnyomórészt férfiakból állt. A következő évtizedben a love-shy.com és más online közösségek, például a 4chan tagsága egyre inkább átfedésbe került egymással. A 2000-es években az incel közösségek egyre szélsőségesebbé váltak, mivel átvették az olyan fórumok, mint a 4chan és a Reddit szokásait, ahol a szélsőséges hozzászólásokat az olvasottság növelése érdekében bátorítottak. Ahogy az incel közösségekben egyre inkább elterjedtek az éles és szélsőséges kijelentések, úgy terjedt el a szélsőséges trollkodás és a "Shitposting" is.
Az r/incels subreddit, a Reddit weboldal fóruma később különösen aktív incel közösséggé vált. Olyan helyként ismerték, ahol a férfiak a nőket vádolták önkéntelen cölibátusuk miatt, néha nemi erőszakot vagy más erőszakot hirdettek, nőgyűlölőek és gyakran rasszisták voltak. Az egyik "general question about how rapists get caught" (magyarul: általános kérdés arról, hogy az erőszakoskodókat elkapják) címmel egy nőnek tettetett tag tette fel azt a kérdést, hogy tudni akarja, hogyan kezdi meg az erőszakos asszony, akit drogoztak és erőszakoskodtak. 2017. október 25-én a Reddit új irányelvet jelentett be, amely betiltotta "az egyén vagy az emberek egy csoportja elleni erőszakra vagy testi sértésre ösztönző, dicsőítő, buzdító vagy erőszakra ösztönző tartalmat". A Reddit 2017. november 7-én betiltotta az /r/incels subreddit-et, a politika hatásköre alatt. A tilalom idején a közösségnek körülbelül 40 000 tagja volt. A subreddit leállítása után az incel közösség továbbra is Redditen maradt különféle egyéb subbreddits-ben, például a /r/braincels subreddit-en. Bár a subreddit hangja hasonló volt az /r/incels-hez, az /r/braincels fórum moderátorai szerint nem támogatták vagy dicsőítették az erőszakot vagy erőszakos embereket, megkülönböztetve őket az előd tárgyától, amely azt eredményezte, hogy kitiltották a Reddit-ről.  Az /r/braincels subreddit később, 2019. szeptember 30-án betiltották, miután a Reddit ismét kibővítette tiltási politikáját.
Az Incel kultúra szélesebb körű nyilvánosságra került az /r/incels betiltásával, és amikor tömeggyilkosságok sorozatát követték el olyan emberek, akik vagy incellekként azonosultak, vagy hasonló ideológiát követtek. Az incel-közösségek iránti fokozott érdeklődés a „sérelmezett jogosultság” érzésének tulajdonítható néhány olyan férfi körében, akik úgy érzik, hogy megtagadják tőlük a megérdemelt jogokat, és hibáztatják a nőket a szex hiánya miatt.
Az incel közösségek szélsőségesebbé váltak, és az erőszakra összpontosítottak az elmúlt években.  Ezt különféle tényezőknek tulajdonították, többek között az átfedő online gyűlöletcsoportok hatásának, valamint az Alternatív jobboldal és fehér szupremácista csoportok felemelkedésének. Egyes incelek nőgyűlölő és olykor erőszakos retorikája a weboldalak és a webhostok számtalan betiltásához vezetett. Az incel-közösségek továbbra is enyhébb platformokon léteznek, például Reddit, 4chan, 8chan, Voat és Gab. A szélsőségesebb kényszerhelyzetek egyre inkább elhomályosult helyekre vándoroltak, ideértve a játékcsevegési szolgáltatásokat és a sötét webet, hogy elkerüljék a webhely leállítását és az öncenzúrát, amely egyes incel közösségek körében kialakult annak érdekében, hogy elkerüljék a bűnüldöző szervek vagy a webszolgáltatók ellenőrzését.
A kormányok és kutatók 2018-tól kezdődően és 2020-ig növekedve terrorista fenyegetésként jellemzik az incel ideológiát, a rendvédelem pedig figyelmeztetéseket adott ki a szubkultúrára vonatkozóan. 2019 májusában egy amerikai férfit öt év börtönbüntetésre ítéltek terrorista fenyegetés kísérlete miatt, a közösségi médiában közzétett "I'm planning on shooting up a public place... killing as many girls as I see." (magyar nyelven: "Közterületen lövöldözést tervezek ... annyi lányt ölök meg, amennyit látok"). 2019 szeptemberében az amerikai hadsereg figyelmeztette a katonákat az erőszak lehetőségére a Joker-filmet bemutató mozikban, miután a sötét weben az incelesek közötti beszélgetések során ""disturbing and very specific chatter" (magyar nyelven: zavaró és nagyon konkrét fecsegést) találtak. A texasi közbiztonsági minisztérium 2020 januárjában készített jelentése arra figyelmeztetett, hogy az incelek "kialakulóban lévő belföldi terrorveszélyt jelentenek". Bruce Hoffman és munkatársai által kiadott, a tanulmányok a konfliktusok és terrorizmusról című tanulmányában egy 2020-as tanulmány arra a következtetésre jutott, hogy "az ideológia erőszakos megnyilvánulásai új terrorfenyegetést jelentenek, amelyet a hazai rendvédelmi szerveknek nem szabad elvetni vagy figyelmen kívül hagyni". Dr. John Horgan, a Georgia Állami Egyetem pszichológus professzora, aki 2019-ben 250 000 dolláros támogatást kapott az Egyesült Államok Belbiztonsági Minisztériumától az incel szubkultúra tanulmányozásához, elmagyarázta, miért egyenlő az incel ideológia a terrorizmussal: "az a tény, hogy az incelek változtatni akarnak a dolgon egy nagyobb, tágabb ideológiai értelemben, számomra ez teszi a terrorizmus klasszikus példájává. Ez nem azt jelenti, hogy minden kényszerítő terrorista. De az erőszakos inceli tevékenység véleményem szerint kétségtelenül terrorizmus." 2020 februárjában egy állítólag incel ideológiák által indított torontói támadás lett az első ilyen erőszakos cselekmény, amely ellen terrorizmus indult, és a kanadai királyi rendőrség kijelentette, hogy ösztönözze a szubkultúrát ideológiailag motivált erőszakos szélsőséges mozgalommá.

## Ideológia
Számos incel közösséget neheztelés, önsajnálat, rasszizmus, nőgyűlölet, mizantrópia és nárcizmus jellemez. A megbeszélések gyakran arról a meggyőződésről szólnak, hogy a férfiaknak joguk van a szexre; egyéb gyakori témák a tétlenség, a magány, a boldogtalanság, az öngyilkosság, a szexuális helyettesítők és a prostituáltak, valamint különféle tulajdonságok, amelyek véleményük szerint növelik az ember partnerként való kívánságát, mint például a jövedelem vagy a személyiség. A feminizmus és a női jogok ellenzése mindennapos, és egyes plakátok a nők felszabadulását okolják azért, mert nem tudnak partnert találni. Egyes hitvallók úgy vélik, hogy volt egy aranykor, amikor a párok korán házasodtak, szigorúan monogámok voltak, és betartották a hagyományos nemi szerepeket. Úgy vélik, hogy ebben az időben a külsőnek kevésbé volt szerepe a romantikus párkapcsolatokban, és a nők a férfiak  szexre való "jogosultságát" soha nem tagadták meg. Míg a hitvallók gyakran nem értenek egyet pontosan abban az időszakban, amikor ez az aranykor beköszöntött, egyetértenek abban, hogy a feminizmus, a szexuális forradalom, a nők felszabadulása és a technológiai fejlődés fokozatosan elpusztította. Antiszemita hiedelmek rendszeresen megtalálhatók az inceli fórumokon is, egyes plakátok odáig mennek, hogy a feminizmus térnyerését a zsidók által a nyugati világ meggyengítéséért kitalált cselekménynek tulajdonítják.

### A kapcsolódó közösségekkel összefüggésben
Az incel közösségek a tágabb manoszféra részei, a nőgyűlölő mozgalmak laza gyűjteménye, amely magában foglalja a férfi jogvédőket, a saját útjukat járó férfiakat (MGTOW), a pickup művészeket (PUA) és az apák jogvédő csoportjait is. A The New York Times újságírói azt mondták, hogy az önkéntelen cölibátus a "férfi felsőbbrendűség" gondolatának adaptációja, és hogy a közösségek olyan mozgalommá fejlődtek, amely "emberekből áll - akik cölibátus élnek, vagy nem -, és akik úgy gondolják, hogy a nőkkel úgy kell bánni, mint kevés joggal bíró szexuális tárggyal". A Southern Poverty Law Center a szubkultúrát is "az online férfi szupermacista ökoszisztéma részeként" jellemezte, amelyet 2018-ban kezdtek el felvenni a gyűlöletcsoportok listájára. Míg az incelek úgy vélik, hogy fizikailag alacsonyabb rendűek a társadalom többi részénél, gyakran önmagukat "ember alatti" néven emlegetik, a kutatók egyetértettek abban, hogy az incelek a szupermacista nézeteket is támogatják: vagy magasabb rendűek a nőknél, vagy magasabb rendűek a nem inceleknél általában. A Terrorizmus és Politikai Erőszak című cikkben közzétett 2019-es tanulmány megállapította, hogy az incelek egyedülinek hiszik magukat, akik "képesek a pro-szociális értékekre és elég intelligensek ("magas az IQ-juk"), hogy lássák az igazságot a társadalmi világról". A tanulmány megállapította, hogy az incelek a szélsőséges csoportokra jellemző mintát követték: rendkívül negatív értékeket tulajdonítottak a csoporton kívüli embereknek és pozitív értékeket a csoporton belülieknek, azzal a szokatlan figyelmeztetéssel, hogy annak ellenére, hogy pszichológiailag felsőbbrendűnek tartják magukat, az incelek negatívan tekintenek magukra is a fizikai megjelenés tekintetében.

Az incel közösségek néha átfedésben vannak olyan közösségekkel, mint a Men Going Their Own Way (MGTOW), a férfiak jogvédő aktivizmusa. Megfigyelték, hogy az incel közösségek átfedés mutatnak az antifeminista és a szélsőjobboldali csoportokkal is, a Radikális Jobbelemző Központ megjegyzi, hogy az incelek "a radikális-jobboldali mozgalmak növekvő tendenciájának részei", amelyek a neoliberalizmus, különösen a nők felhatalmazása és a bevándorlás. Hoffman és munkatársai, a Studies in Conflict & Terrorism című kiadványban közölve kijelentették, hogy "különösen aggasztó tendencia, hogy a harcos incel közösség mennyire zökkenőmentesen épült be az alternatív jobboldalba, közös sérelmekkel és keveredő tagsággal közelebb hozza a két szélsőséget egymáshoz"."

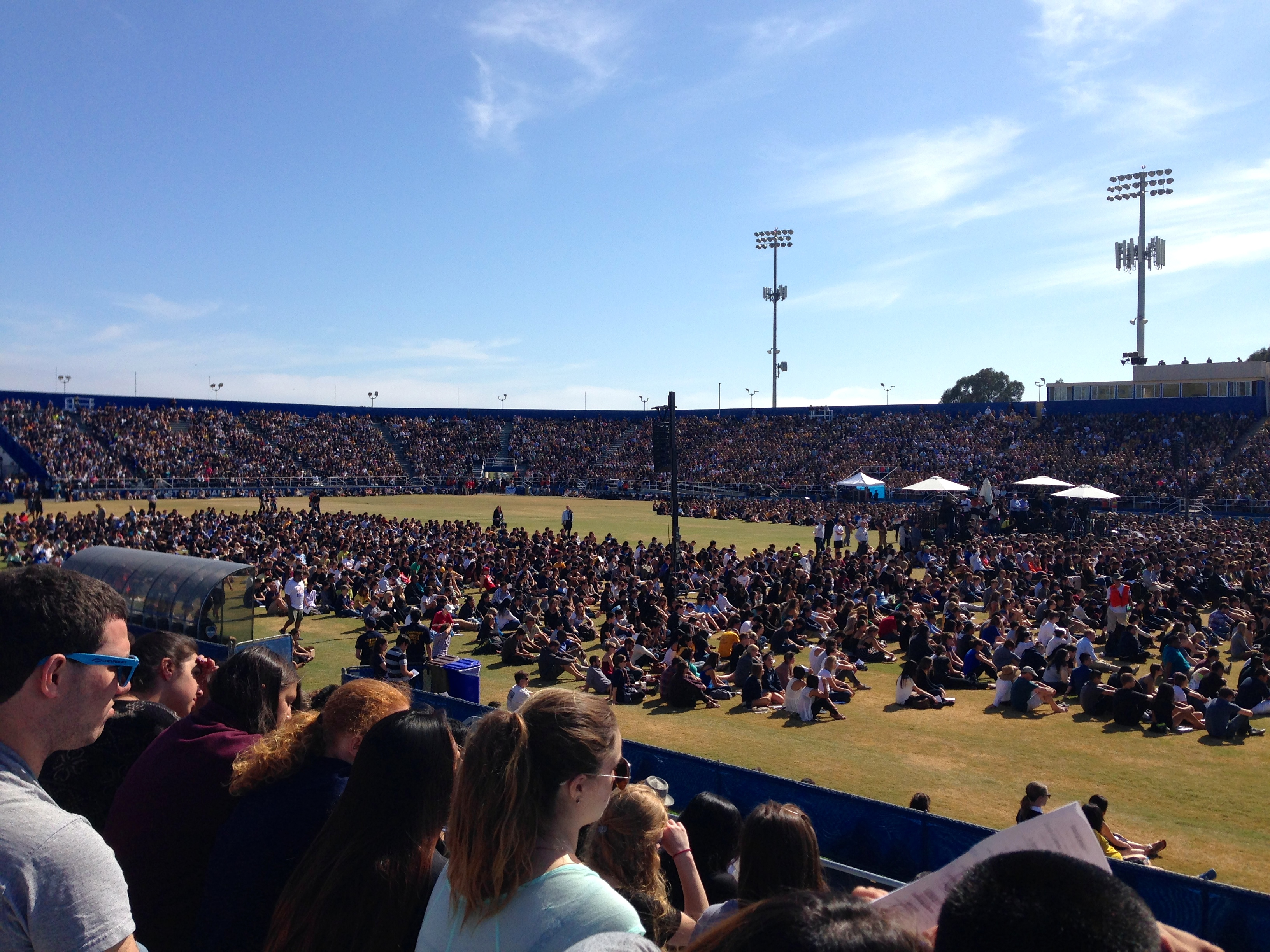
Emlékünnepség 2014-ben a Harder Stadium-ban a 2014-es Isla Vista-i gyilkosságok áldozatai számára, akiket Elliot Rodger gyilkolt meg

### Az erőszak népszerűsítése
Néhány incel közösségben folytatott beszélgetés támogatja a szexuálisan aktív nők és a szexuálisan sikeres férfiak elleni erőszakot, a nők zaklatását, beleértve az olyan tevékenységeket is, mint a catfishing, és az öngyilkosságot az incelek között. A Rágalmazásellenes Liga szerint az incelek a legerőszakosabb közösség a manoszférában. Bizonyos közösségekben gyakran előfordul, hogy a hozzászólások önmaguk által azonosított incelekkel dicsőítik az erőszakot, például Elliot Rodger (a 2014-es Isla Vista-i gyilkosságok elkövetője) és Alek Minassian (a 2018-as torontói kisbusz-támadás elkövetője), valamint azok, akik véleményük szerint megosztották ideológiájukat, mint például Marc Lépine (az 1989-es École Polytechnique mészárlás elkövetője),  Seung-Hui Cho (a 2007-es Virginia Tech lövöldözés elkövetője),  és George Sodini (elkövetője a Collier Township 2009-es lövöldözésének). Rodgerre hivatkoznak a leggyakrabban, az incelek gyakran hivatkoznak rá, mint a "szentjükre", és olyan mémeket osztanak meg, amelyekben az arcát keresztény ikonok festményeire helyezik. Egyes incelek őt tartják a mai online incel-közösségek valódi ősének. Néhány bedobó az erőszakot látja az egyetlen megoldásnak a társadalmi elnyomásnak és az ellenük elkövetett visszaélésnek, és gyakran beszél incel "felkelésekről" és "lázadásokról". Más kényszerítők inkább nihilista nézetet vallanak arról, hogy semmi sem változtat a társadalmon, még erőszakos cselekedetek sem. Egyesek az erőszak gondolatát a társadalom bosszújaként támogatják, anélkül, hogy remélnék, hogy ez társadalmi változáshoz vezet. Nathan Larson, egy évelő politikai jelölt és az incel-közösségek aktív résztvevője által üzemeltetett internetes oldalak gyakori alcsoportja szándékosan azon munkálkodik, hogy meggyőzze a többi incelt arról, hogy indokoltan erőszakolják meg a nőket, ha szexuálisan elutasítják őket. Egyes incelek a nők szexuális elutasítását "fordított nemi erőszaknak" nevezik, ezt a jelenséget ugyanolyan károsnak tartják, mint a nemi erőszakot.

### A hiedelmek igazolása
Sok incel előítéleteit olyan fogalmak értelmezésével adja elő, mint a biológiai determinizmus és az evolúciós pszichológia. Egyéb fogalmak, amelyekre az uszítók támaszkodnak, a női hipergámia; a férfiak genetikai fölénye a nőkkel szemben; a "80/20 szabály" (a Pareto-elv alkalmazása), amely azt sugallja, hogy a nők 80%-a a legvonzóbb férfiak top 20%-ára vágyik; a nem fehérek között pedig a "csak légy fehér" ("just be white", JBW) elmélet, amely azt sugallja, hogy a fehéreknek kell a legkevesebb akadállyal szembenézni randevúzáskor. Az incelek továbbá úgy vélik, hogy a társat kereső egyedülállók kegyetlenek, pénzért megvásárolhatóak és darwini szexuális szelekcióban vesznek részt, ahol az incelek genetikailag alkalmatlanok, és ahol a nők a feminizmustól a kozmetikumok használatáig terjedő okok miatt előnyben vannak. A nemi szexuális siker hiányát olyan tényezőknek tulajdoníthatják, mint a félénkség, a nemek szerint szegregált munkakörnyezet, a negatív testkép, péniszméret vagy a fizikai megjelenésük, és általában úgy vélik, hogy a legfontosabb a gazdagság, amely leginkább javítja a férfi alkalmasságát a leendő partner szemében. Néhány hitvalló Brian Gilmartin szélsőséges szociálpszichológus és Jordan Peterson klinikai pszichológus munkája alapján igazolja meggyőződését.

### "Piros pirula" és "fekete pirula"
A "vörös pirula" gondolata egy olyan utalás, amely gyakori a manoszféra közösségeiben, valamint néhány manoszférán kívüli közösségben is. A Mátrix című film dilemmájából származik, ahol a főhősnek választania kell, hogy az illúzió világában marad (beveszi a kék pirulát), vagy úgy látja a világot, ahogy az valójában van (beveszi a vörös pirulát). A kifejezést használó közösségek körében a "vörös pirula" gyakran az adott közösség alapvető hiedelmeire utal, és a "vörös pirulát" vagy a "vörös pirulát bevett" emberek azok, akik ezeket a hiedelmeket vallják. A manoszféra közösségeiben, például a férfijogi csoportokban és egyes kutatók szerint az incel közösségekben is a "vörös pirula bevétele" azt jelenti, hogy egy olyan világot látnak, ahol a feminizmus túl sok hatalmat adott a nőknek a férfiak felett, és a férfi kiváltságok nem léteznek. A "fekete pirula" a vörös és kék pirula analógiájának kiterjesztése. A kutatók és újságírók között némi nézeteltérés van arról, hogy mely meggyőződések a "vörös pillér" és melyek a "fekete pillér", és hogy a fekete pillér ideológia az inceleket megkülönböztető meggyőződés-e, vagy vannak olyan incelek, akik nem vallják a fekete pillér eszméit. Egyes kutatók és újságírók a "vörös pirula" kifejezést a férfiak jogaiért küzdő aktivisták által általánosan vallott hiedelmek összességére, a "fekete pirula" kifejezést pedig az incel ideológia egészének összefoglalására használják. Hoffman és társai szerint "'A fekete pirula bevétele' kritikus az incel identitás szempontjából, mivel azt jelenti, hogy az 'incelség' állandó állapotként való elismerését jelenti". Aja Romano a Vox számára írva azt mondta, hogy "ami minden incelt egyesít, az valami, amit fekete pirulának hívnak." A Rágalmazásellenes Liga kutatói azonban azt írják, hogy vannak olyan incelek, akik a piros pirulában hisznek, és vannak, akik a fekete pirulában.
A "fekete pirula" általában az incel közösségekben általánosan elfogadott hiedelmek egy csoportjára utal, amelyek közé tartozik a biológiai determinizmus, a fatalizmus és a nem vonzó emberekre vonatkozó defetizmus. A hívőkre úgy hivatkoznak, hogy "blackpilled". A fekete pirulát a Vox tudósítója, Zack Beauchamp úgy írta le, mint "egy mélyen szexista ideológiát, amely ... a nők szexuális emancipációjának alapvető elutasítását jelenti, a nőket sekélyes, kegyetlen teremtményeknek bélyegezve, akik csak a legvonzóbb férfiakat választják, ha választásuk van". A kifejezés először az Omega Virgin Revolt blogon vált népszerűvé, ahol azt a hitet képviselte, hogy az egész társadalmi rendszer elromlott, és hogy az egyén helyét a rendszerben nem tudja megváltoztatni.  Egy incel, aki "beveszi a fekete tablettát", elfogadta azt a hitet, hogy reménytelen, és hogy a romantikus és szexuális sikertelenségük állandó, függetlenül attól, hogy megpróbálnak-e változtatni a fizikai megjelenésükön, személyiségükön vagy más jellemzőiken.
A Rágalmazásellenes Liga (ADL) kutatói szerint az incelek is követhetik a vörös pirula ideológiáját. Azok, akik úgy gondolják, hogy javíthatnak a nőkkel kapcsolatos esélyeiken, a vörös pillér hívei, míg csak azok az incelek, akik úgy gondolják, hogy nincs hatalmuk megváltoztatni a társadalomban elfoglalt helyzetüket vagy a nőkkel kapcsolatos esélyeiket, a feketepillérek. Az ADL azt írja, hogy az incelek körében a "vörös pirula"-ként összefoglalt hiedelmek középpontjában az az elképzelés áll, hogy a feminizmus kibillentette a társadalmat a nők javára, és túl sok hatalmat adott nekik. A redpilled incelek úgy vélik, hogy lehetőségük van arra, hogy visszavágjanak ennek az őket hátrányosan érintő rendszernek, amit úgy tesznek meg, hogy megpróbálják magukat vonzóbbá tenni a nők számára. Ezzel szemben a blackpilled incelek azok, akik úgy gondolják, hogy semmit sem tehetnek a helyzetük megváltoztatásáért. Az ADL azt írja: "Itt az incel mozgalom egy halálszekta jellegzetességeit veszi fel". Azoknak, akik bevették a fekete pirulát, az ADL szerint kevés lehetőségük marad: feladni az életet (az incelek "LDAR"-ként emlegetik, ami a "feküdj le és rohadj meg" rövidítése), öngyilkossággal meghalni, vagy tömeges erőszakot elkövetni.
A korábbi incel subredditen, az /r/braincels-en a "blackpill" kifejezést használták a mémek (általában képek) megnevezésére is, amelyeket a felhasználók megosztottak gondolataik leírására, és amelyek közül sokan a nőket egocentrikusnak, kegyetlennek és sekélyesnek kritizálták.

## Demográfia
Az önmagukat incelnek nevezők férfiak, heteroszexuálisok, és gyakran fiatal és barátságtalan introvertáltként írják le őket. Becslések az incel-közösségek nagyságáról, az ezrektől a tízezrekig és a százezrekig terjednek.
Számos forrás írja le az inceleket túlnyomórészt fehérnek. Ross Haenfler szociológust idézte a The Washington Post, aki elsősorban fehéreknek nevezte őket. Heidi Beirich, a Déli Szegénységi Jogi Központ munkatársa ezt az NBC Newsnak is visszhangozta, mondván, hogy "fiatal, csalódott fehér férfiak késő tizenéves korukban, húszas éveik elején járnak, és nehezen alkalmazkodnak a felnőttkorhoz". Jaki és munkatársai, egy nagy incel-fórum nyelvi elemzését publikálva a Journal of Language Aggression and Conflict-ban 2019 júniusában, azt állították, hogy "a gyakran közöltekkel ellentétben" nem volt végleges bizonyíték arra, hogy a csoport túlnyomórészt fehér lenne, és hogy "ez lehetetlen megmondani, hogy a felhasználók többsége fehér férfi-e, de adataink arra utalnak, hogy ez a vártnál kevésbé igaz lehet. Azt javasolták, hogy a fórumon a faj különféle említései "bizonyos mértékben tükrözhetik az etnikai változatosságot". Hoffman és munkatársai azonban a Studies in Conflict & Terrorism című folyóiratban megjelentették, hogy ugyanezen fórum 2020 márciusi felmérése megállapította, hogy a válaszadók többsége kaukázusi rasszként (fehérként) azonosította magát.
Egyes sajtóorgánumok az inceleket munkanélküliként ("NEET") és a szülőknél élőként ábrázolják. Az incelek főként Észak-Amerikában és Európában találhatók, bár az angoszférán kívüli emberek számára is léteznek incel közösségek, például az olasz Il Forum dei Brutti weboldal. Az angol nyelvű fórumok szintén nagy forgalmat fogadnak a nem angol nyelvű országokból. A Svéd Védelmi Kutatási Ügynökség (FOI) által a három legnagyobb incel-fórumon 2020-ban közzétett kutatás szerint összesen mintegy 20 000 felhasználóval rendelkeztek, és csak körülbelül 1000-en voltak aktívak. Az FOI megállapította, hogy a fórumok látogatóinak 4,6–7,3% -a Svédországból származott, bár óvatosságra intenek, hogy ez a személyes VPN-ek használatával nem biztos, hogy pontos.
Az incel szubkultúra magában foglalja azokat az embereket, akik szexmentes házasságban élnek (vagy más szexmentes kapcsolatban vannak), de szexuálisan aktívak akarnak lenni. Az aszexuális emberek és azok, akik önként szexuálisan nem aktívak, nem tekinthetők inceleknek.

### Női incelek
Az első incel weboldal, az Alana's Involuntary Celibacy Project, nemeket is magába foglaló volt. Vannak kortárs női incel (vagy „femcel”) közösségek, mint például az r/TruFemcels és annak utódja, a ThePinkPill. 2020 februárjában  a legnépszerűbb női incel fórum az r/TruFemcels subreddit volt, több mint 22 000 taggal. 2021 januárjában betiltották a Reddit gyűlöletkeltés elleni szabályainak megsértése miatt. Egy másik alreddit, amely állítólag az önazonos női incelekkel kapcsolatos, az r/Vindicta, amely szépségápolási tanácsokat tartalmaz. A TikTok-on is használatban vannak a női incelek gondolatához kapcsolódó hashtagek, például a #femcel, #femcelcore és #femcelrights, amelyek 2022-ben több mint 250 millió megtekintéssel rendelkeznek. Az interneten állítólag több tízezer nő önazonosíttatja magát női incelként.
Ennek ellenére az online incel közösségekben nézeteltérések vannak arról, hogy lehetnek-e nők incelek, egyesek azt állítják, hogy a férfi incelek durván többen vannak, mint a női incelek, mások azt állítják, hogy egyáltalán nem lehetséges, hogy nők legyenek incelek, megint mások azt állítják, hogy csak a „súlyosan deformált” nők lehetnek incelek, megint mások pedig azt állítják, hogy csak a „küllem szempontjából az alsó percentilisbe” tartozó, nem vonzó nők lehetnek incelek. A férfi incel közösségek tagjai gyakran elutasítják a női incel fogalmát, mivel úgy vélik, hogy minden nő kaphat szexet a férfiaktól, és úgy vélik, hogy az önazonos női incelek önkéntesen cölibátusban élnek. A férfi incel közösségek tagjai trollkodhatnak női incelekkel is. A Rágalmazásellenes Liga szerint az önazonos incelek többsége nem hisz abban, hogy nők is lehetnek incelek. Újságírók azt írták, hogy a női incelek saját közösségein kívül kevesen hisznek abban, hogy nők is lehetnek incelek. M. Kelly a Political Research Associates számára 2021-ben azt írta, hogy az incel közösségek tagjai a női incelek létezésére hivatkoznak, mint érvre a velük szemben megfogalmazott nőgyűlölő kritikákkal szemben, de a legtöbb incel közösség nem fogadja el őket, és kitiltja őket a fórumaik használatából.
A női incel közösségeket általában figyelmen kívül hagyják az incelekről szóló tudományos irodalomban is. A férfi incel közösségek tagjaihoz hasonlóan a női incel közösségek tagjai is hajlamosak azt hinni, hogy csúnyaságuk áldozatai, és úgy gondolják, hogy csak a nem vonzó férfiak randiznak velük. A vonzóbb külsejű nőket „Stacey-knek” nevezik, akikről úgy gondolják, hogy csökkentik az esélyüket a férfiakkal való szexuális kapcsolatra, hasonlóan a „Chads”-ekről szóló vitákhoz a férfi incel fórumokon. Átvették a „rózsaszín pirula” gondolatát, amelyet a „vörös pirula” és a „fekete pirula” terminológiájához hasonlítanak, és amely azt a meggyőződést írja le, hogy egyes nőket nemkívánatosnak tartanak, és így képtelenek szexuális kapcsolatot létesíteni, mivel a társadalom a női vonzerő bizonyos aspektusaira összpontosít. A női incel közösségek tagjai inkább önvádat emelnek, minthogy a férfiakat hibáztatnák a randizási és szexuális nehézségeikért. Ennek hátterében olyan nemi sztereotípiák állhatnak, mint például az a hiedelem, hogy a nőknek nincs „természetes” igényük a szexre. Néhány incelként azonosított nő úgy véli, hogy lehet alkalmi szexük, de attól tartanak, hogy azt csak olyan férfiakkal tennék, akik visszaélnének velük vagy nem tisztelnék őket.. Az online női incel közösségeken belül a nőgyűlöletet és a lehetetlen női szépségideált is a női cölibátus okának tekintik. Sok más nőnek is hasonló problémái vannak, de nem vallják magukat női inceleknek.
Egyes női incel közösségek kritikusan viszonyultak a testpozitivitáshoz és a mainstream feminizmushoz, mivel úgy tekintik, hogy ezek nem segítik a női inceleket: az r/TruFemcels közösség egy korábbi tagját a The Atlantic idézte, aki azt mondta: „Inkább beszélhetek arról, hogy csúnya vagyok, minthogy megpróbáljam meggyőzni magam arról, hogy szép vagyok.” Egy pszichológus szakértő, akivel az El País készített interjút, ezeket a közösségeket túlzottan elszigeteltnek és szkeptikusnak jellemezte a kívülállókkal szemben (akiket „normálisnak” tartanak), amit ő „kognitív rugalmatlanságnak” nevezett. Azt is kijelentette, hogy „az amerikai kultúra kevésbé társas. Spanyolországban [a női inceleknek] teljesen más jellemzői lennének... Nem hiszem, hogy ugyanannyi követője lenne, már csak azért sem, mert Spanyolországban jobban bátorítjuk az interperszonális kapcsolatokat és a szociális készségek fejlesztését."
Az incelként azonosított nőknek van néhány hasonlóságuk férfi társaikkal, például az a meggyőződésük, hogy a fizikai megjelenés a legfontosabb tényező a partnerkeresésben. Más tekintetben azonban inkább különböznek; Isabelle Kohn újságíró szerint például ahelyett, hogy dühösek lennének az őket elutasító férfiakra, inkább együtt éreznek a férfiakkal, amiért nem akarnak randizni velük. Kohn megjegyzi, hogy az incelként azonosító nők hajlamosak arra, hogy dühüket befelé fordítsák, nem pedig kifelé, mint a férfiak.  Arwa Mahdawi újságíró feltételezi, hogy az a tény, hogy az incelként azonosító nők nem követnek el erőszakos tombolásokat, mint egyes férfi társaik, a legnyilvánvalóbb oka annak, hogy a mainstream médiában nem kaptak nagy figyelmet. 2020 februárjában Kohn azt írta, hogy „hegyekben” találta a férfi incelekkel foglalkozó tudományos munkákat, de a női incelekkel kapcsolatban egyet sem. Szerinte az a feltételezés, hogy a női incellek nem léteznek, tovább fokozza a fájdalmukat. 2024-ben a női incellekkel kapcsolatos kutatások folyamatos elhanyagolásáról számolt be.

## Mentális egészség
Az "önkéntelen cölibátus" nem orvosi vagy pszichológiai állapot. Néhány ember, aki incelnek vallja magát, testi fogyatékossággal vagy pszichés problémával rendelkezik, mint például depresszió, autizmus spektrumzavar és testdiszmorf zavar. Az incel fórumok egyes látogatói testi vagy lelki betegségeknek tulajdonítják, hogy képtelenek partnert találni, míg mások extrém zárkózottságnak tulajdonítják problémájukat. Sok inkluzív foglalkozik a mentális egészségi problémák öndiagnosztikájával, és az incel közösségek tagjai gyakran elriasztják a mentális betegségről posztoló tagjaikat a terapeuták felkeresésétől vagy a kezelés egyéb módjától. Néhány súlyos depresszióban szenvedő incel öngyilkosságot követ el, és az incel-közösség egyes tagjai arra ösztönzik az öngyilkosságot tervező tagokat, hogy öljék meg magukat, és néha azt is javasolják, hogy tömeges erőszakos cselekményeket kövessenek el, mielőtt ezt megtennék.

## Tömeggyilkosságok és erőszak
Tömeggyilkosságokat és más erőszakos támadásokat követtek el vagy gyaníthatóan követtek el olyan férfiak, akik magukat akaratlanul cölibátusban élőnek vallották, vagy akiknek a nyilatkozatai az incel ideológiával egyeznek. Más, ilyen személyek által tervezett támadásokat a rendőrség már a végrehajtás előtt meghiúsított.

### 2000-es évek
2009. augusztus 4-én George Sodini tüzet nyitott egy LA Fitness egészségklubban Collier Townshipben, a pennsylvaniai Pittsburgh külvárosában. Három nőt meggyilkolt, és további kilenc ember megsebesített, mielőtt Sodini megölte volna önmagát. Állítólag szexuális csalódottságát fejezte ki, és panaszkodott a nők folyamatos elutasításaira a nevére bejegyzett weboldalon. A lövöldözés utáni években Sodinit felkarolta néhány incel közösség és tettét dicsőítették, akik néha úgy hivatkoznak az incel erőszakra, hogy "Sodini járás".

### 2010-es évek

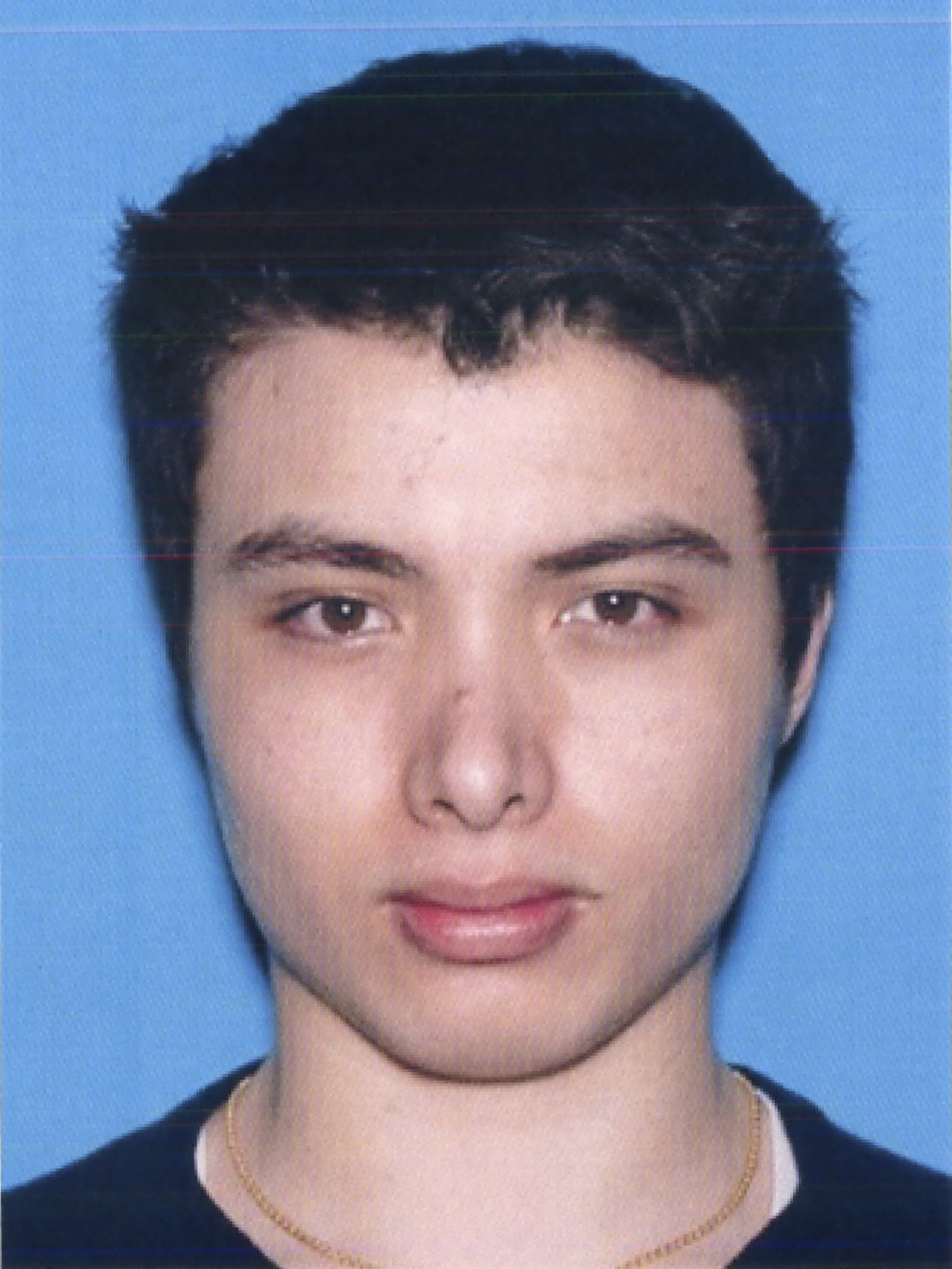
Elliot Roger

Elliot Rodger hat embert megölt és tizennégy másikat megsebesített, mielőtt öngyilkos lett a kaliforniai Isla Vistában, 2014. május 23-án, a Santa Barbara-i Kaliforniai Egyetem kampuszának közelében. Ezek a gyilkosságok ráirányították a média figyelmét az önkéntelen cölibátus koncepciójára, és különösen a nőgyűlöletre és az erőszak dicsőítésére, amelyek számos incel közösség fő támaszát képezik. Rodger incelként azonosította magát, és egy 137 oldalas kiáltványt, valamint YouTube-videókat hagyott hátra, amelyekben részletesen beszámolt az önkéntelen cölibátusáról, és arról, hogyan akar bosszút állni azért, mert a nők elutasították. Aktív tagja volt az incelek körében népszerű PUAHate (a "pickup artist hate" rövidítése) nevű közösségnek, és kiáltványában többször is utalt rá. Bár a PUAHate nem sokkal a támadás után bezárult, Rodger egyfajta mártírrá vált néhány megmaradt közösség számára, és néhány olyan közösség számára is, amelyek később alakultak. Gyakoriak az utalások "E.R. " az incel fórumokon, és az incelek által elkövetett tömeges erőszakra rendszeresen úgy hivatkoznak, hogy "Going E.R." Rodgerre hivatkoztak több más tömeggyilkosság elkövetői vagy feltételezett elkövetői, és ő az egyik azon támadók közül, akiket az incel közösségek tagjai rendszeresen dicsérnek.
Chris Harper-Mercer kilenc embert megölt és nyolc másikat megsebesített, mielőtt öngyilkos lett az Umpqua Community College campusán 2015. október 1-jén, az oregoni Roseburgban elkövetett lövöldözés során. Manifesztumot hagyott a helyszínen, amelyben felvázolta érdeklődését más tömeggyilkosságok iránt, beleértve az Isla Vista-i gyilkosságokat, dühét amiatt, hogy nincs barátnője, és a világgal szembeni ellenszenvét. Naplóbejegyzéseiben Elliot Rodgerrel és más tömeggyilkosokkal rokonságba került, és úgy jellemezte őket, mint "embereket, akik az istenek mellé állnak." A támadás előtt, amikor valaki egy online üzenőfalon azt találgatta, hogy Harper-Mercer "valaki különlegesnek tartogatja magát", Harper-Mercer azt válaszolta: "akaratlanul is így". Néhány órával a lövöldözés előtt valaki, akiről azt gyanították, hogy ő Harper-Mercer, fenyegetést küldött egy csendes-óceáni északnyugati főiskolára az /r9k/ nevű 4chan fórumra, ahol sok incel posztoló van.
2016. július 31-én Sheldon Bentley kirabolt és megölt egy eszméletlen férfit egy sikátorban Edmontonban, Albertában. A tárgyalásán Bentley azt mondta, hogy azért ölte meg a férfit úgy, hogy a hasára taposott, mert frusztrált volt a biztonsági őrként végzett munkája miatti stressz és az, hogy négy évig incel volt.
William Atchison két embert ölt meg, mielőtt öngyilkos lett 2017. december 7-én az új-mexikói Aztecben, egy lövöldözésben az Aztec High Schoolban, ahol korábban diák volt. Több online fórumon is az "Elliot Rodger" álnevet használta, és a "legfelsőbb úriembert" dicsérte (ezt a kifejezést Rodger használta saját magára, ami azóta az incel közösségek körében elterjedt kifejezéssé vált). Atchison szélsőjobboldali tartalmakat is posztolt az interneten.
Nikolas Cruz 2018. február 14-én tizenhét embert ölt meg és tizenhetet megsebesített a floridai Parklandben található Stoneman Douglas középiskolában elkövetett lövöldözésben. Állítólag más szélsőséges nézetek is motiválták, Cruz korábban azt posztolta az interneten, hogy "Elliot Rodger nem lesz elfelejtve".
A 2018. április 23-án az Ontario állambeli Torontóban elkövetett jármű elleni támadás után Alek Minassiant 10 rendbeli elsőfokú gyilkosságért és 16 rendbeli gyilkossági kísérletért ítélték el. Röviddel a támadás előtt Minassian állítólag azt írta a Facebookon, hogy "az Incel-lázadás már elkezdődött", és megtapsolta Rodgert. Az "Incel Rebellion" kifejezést néha felcserélhetően használják a "Beta Uprising" kifejezéssel, amely az incelek vélt szexuális megfosztottságára adott erőszakos válaszra utal. A támadást követően az /r/incels felváltására létrehozott weboldal egyik posztolója azt írta Minassianról: "Remélem, ez a fickó írt egy kiáltványt, mert ő lehet a következő új szentünk." A támadást követően a rendőrség azt állította, hogy Minassian az incel közösségekben radikalizálódott. Később, 2019 szeptemberében nyilvánosságra hoztak egy videóinterjút, amelyen Minassiant nem sokkal a támadások után kihallgatja a rendőrség. A videón Minassian látható, amint azt mondja a rendőröknek, hogy szűz volt, és hogy a "Chadek és Staceyk", valamint az olyan nők iránti ellenszenv motiválta, akik "szeretetüket és ragaszkodásukat inkább ellenszenves vadállatoknak" adták, mint neki. A videón az is látható, hogy Minassian azt mondta, hogy reméli, hogy az állítólagos támadás "inspirálni fogja a jövőbeli tömegeket, hogy csatlakozzanak hozzám", hogy erőszakos cselekményeket kövessenek el a "Béta-felkelés" részeként. A bíró, aki Minassiant minden vádpontban bűnösnek találta, azt írta a döntésében, hogy Minassian megpróbálta az incel közösséghez kötni a támadását, hogy ezzel növelje a hírnevét, és hogy "a támadás pontos motivációjának kidolgozása ... közel lehetetlen". Megállapította, hogy Minassian "hazudott a rendőrségnek az incel motiváció nagy részéről, amiről beszélt, és hogy az incel mozgalom valójában nem volt elsődleges mozgatórugója a támadásnak".
2018. november 2-án Scott Beierle megölt két nőt és megsebesített négy nőt és egy férfit, mielőtt öngyilkos lett a floridai Tallahassee-ben lévő Hot Yoga Tallahassee stúdióban elkövetett lövöldözés során. Hosszú ideje az incel ideológiák követője volt, és korábban is letartóztatták nők fenekének megfogásáért. 2014-ben több YouTube-videót is közzétett magáról, amelyekben szélsőséges nőgyűlöletet hirdetett a nőkkel szemben, és dühét fejezte ki amiatt, hogy nincs barátnője, az egyik videóban megemlítette Elliot Rodgert. A lövöldözést megelőző hónapokban számos nőgyűlölő, rasszista, erőszakos és homofób dalt posztolt a SoundCloudra.
2019 januárjában Christopher Cleary-t letartóztatták, mert a Facebookon azt írta, hogy "azt tervezi, hogy hamarosan lövöldözni fog egy nyilvános helyen, és ő lesz a következő tömeglövész", és "annyi lányt öl meg, amennyit csak látok", mert soha nem volt barátnője, és szűz volt. A médiában incelként jellemezték. 2019 májusában Cleary-t terrorizmussal való fenyegetés kísérlete miatt öt évig terjedő börtönbüntetésre ítélték.
Brian Isaack Clyde 2019. június 17-én tömeges lövöldözésbe kezdett a texasi Dallasban található Earle Cabell szövetségi épületben és bíróságon, de a Szövetségi Védelmi Szolgálat tisztjei lelőtték és halálosan megsebesítették, mielőtt bárkit is megsebesített volna. Clyde incel mémeket osztott meg a közösségi médiában, más, jobboldali hiedelmekre és összeesküvés-elméletekre utaló posztokkal együtt. Az incidenst követően a Joint Base Andrews katonai bázis tájékoztatta személyzetét az incelekről, egy szóvivője pedig úgy jellemezte őket, mint "nagyon is valós fenyegetést a katonai tagokra és civilekre".
Az incelek olyan tisztázatlan indítékú támadókat is dicsőítettek, akikről úgy gondolják, hogy incelek. A 2017-es Las Vegas-i lövöldözés után az incel közösség egy része ünnepelte a lövöldöző Stephen Paddockot, aki szerintük egy hős volt, aki "normálisakat" vett célba. A 2018-as torontói lövöldözés után egy incel üzenőfalon a hozzászólók izgatottságukat fejezték ki azzal a lehetőséggel kapcsolatban, hogy az elkövető incel lehetett, bár nem azonosították az indítékot.

### 2020-as évek
Tobias Rathjen 2020. február 19-én két tömeggyilkosságot követett el a németországi Hanauban, megölve tíz embert és önmagát, és az Insider által „téveszmésnek” minősített manifesztumot hagyva maga után. Egyes médiaforrások arról számoltak be, hogy Rathjen a manifesztben incelként azonosította magát; mások szerint nem ő használta ezt a kifejezést. A kiáltvány rasszista és paranoid írásokat tartalmazott, ahol Rathjen a nem fehér emberek kiirtására szólított fel, és azt állította, hogy nem volt kapcsolata nővel, mert a kormány megfigyelte őt.
2020. február 24-én egy gyógyfürdőben dolgozó nőt halálra szúrtak egy támadás során, és amelynek során súlyosan megsebesítette munkatársát is egy erotikus masszázsszalonban Torontóban. Május 19-én a torontói rendőrség kijelentette, hogy a támadást terrorista eseményként kezelik, miután a bizonyítékok rámutattak arra, hogy az incel ideológiája indította el a szúrásokat, és a rendőrség vádat emelt egy 17 éves férfi ellen, aki állítólag elkövette a szúrásokat. Ez volt az első alkalom, hogy az incel ideológiák által motivált erőszak ellen terrorcselekményként indítottak eljárást, és úgy vélik, hogy ez az első olyan erőszakos cselekmény is, amelyet nem egy iszlamista szélsőséges követett el, és aki ellen terrorizmus miatt indítottak eljárást Kanadában.
Ifjabb Armando Hernandez állítólag 2020. május 20-án tüzet nyitott az arizonai Glendale-ben található vegyes felhasználású Westgate Entertainment Districtnél, mielőtt a rendőrök letartóztatták volna. Egy 19 éves férfi súlyos, míg egy 30 éves nő és egy 16 éves lány könnyű sérüléseket szenvedett. A Maricopa megyei ügyész szerint Hernandez incelnek vallotta magát, és azt állította, hogy párokat akart megcélozni és legalább tíz embert le akart lőni. Az ügyész azt mondta: "Hernandez úr önmagáról vallja magát ... Kihívta a társadalom iránti haragját, azt az érzést, hogy zaklatták, azt az érzést, hogy a nők nem akarják." Az ügyész azt is állította, hogy Hernandez videót küldött a támadásról egy nőnek, akit le akart nyűgözni.
2020 januárja és július vége között Észak-Amerikában öt különböző személyt tartóztattak le, akik nők megölését tervezték. Köztük volt Cole Carini, egy férfi is, akit azzal vádoltak, hogy hamis állításokat tett a bűnüldöző szervek felé 2020 júniusában, miután a kezén súlyos sérüléseket szenvedett egy fűnyíró baleset miatt. A rendőrség azt állította, hogy Carini egy bomba készítése közben sérült meg, és hogy egy nők elleni erőszakkal fenyegetőző feljegyzést írt, Elliot Rodgerre hivatkozva.
2021 áprilisában egy 19 éves, magát incelnek nevező férfit szövetségi vádakkal letartóztattak, miután állítólag videóra vette magát, amint egy New York-i Manhattan-i étterem előtt ülő nőkhöz közeledik, és azt mondja nekik, hogy bombát fog robbantani. A férfit korábban többször letartóztatták mások zaklatásáért, gyakran felvételek vagy livestreaming közben, és többször is bors spray-vel való támadásért.
2021 júliusában egy 21 éves, magát incelnek valló ohiói férfit gyűlölet-bűncselekmény kísérletével és gépfegyver illegális birtoklásával vádoltak meg. A férfi gyakori posztoló volt egy népszerű incel weboldalon, ahol Elliot Rodgert tisztelő bejegyzéseket írt. Írt egy kiáltványt, amelyben kifejezte vágyát, hogy "lemészárolja" a nőket, egy másik dokumentumban pedig állítólag arról írt, hogy céljai között szerepel 3000 ember megölése egy tömeges áldozatokkal járó támadásban.

## Kritika

### Inceleké
Az incel közösségeket a média és a kutatók széles körben bírálták erőszakos, nőgyűlölő és szélsőséges kritikákkal. Keegan Hankes, a Déli Szegénységi Jogi Központnál dolgozó vezető kutatóelemző arra figyelmeztetett, hogy az incel fórumokon az erőszakos tartalomnak való kitettség "nagyon nagy szerepet játszik" az incelek radikalizálódásában, és az incel fórumokat "erőszakosabbnak" nevezi, mint amit más fehér szupermacista oldalakon is szoktam látni ". David Futrelle újságíró az incel közösségeket "erőszakosan nőgyűlölőnek" minősítette, és olyan kritikusok közé tartozik, akik az incel fórumokon súlyosbodó erőszakos retorikát tulajdonítanak az alt-jobb és a fehér felsőbbrendűség növekedésének, valamint az incel közösségek és az online gyűlöletcsoportok közötti átfedésnek. James Cantor pszichológus és szexkutató az inceleket "olyan emberek csoportjaként jellemezte, akiknek általában nincs elegendő társadalmi készségük és ... nagyon frusztráltnak találják magukat". Azt mondta, hogy az incel fórumokon "amikor más, hasonló frusztrációval küzdő emberek veszik körül őket, valahogy elvesztik a nyomást a tipikus diskurzusról, és egyre szélsőségesebb meggyőződésekbe vetik magukat." A Stratégiai Párbeszéd Intézete (ISD), Amarnath Amarasingam, bírált néhány olyan incel közösséget, ahol az erőszakra való felhívás mindennapos, mondván, hogy "megfelelő pszichológiai és személyes körülmények között az ilyen fórumok veszélyesek lehetnek, és erőszakba taszíthatják az embereket". Az ISD másik kutatója, Jacob Davey összehasonlította az incel-fórumokon az incelek radikalizálódását a tinédzserekkel, akiket arra késztettek, hogy tegyenek szélsőséges intézkedéseket az anorexiát és más étkezési rendellenességeket népszerűsítő online fórumokon, valamint online kampányokkal, amelyek meggyőzik az embereket az ISIL-hez való csatlakozásról. Az incelek szexre való jogosultságának érzéséről szólva Davey szerint a hozzáállás "a nemi erőszak igazolásáig is eljuthat".
Míg általában egyetértenek a kritikusok aggodalmaival a nőgyűlölet és az incel szubkultúra egyéb negatív tulajdonságai miatt, néhány kommentátor szimpatikusabb volt az incelekkel szemben. 2018 áprilisában Robin Hanson közgazdász blogbejegyzést írt, amely a szexhez való hozzáférést és a jövedelemhez való hozzáférést hasonlította össze, és azt írta, hogy elgondolkodtatónak találta, hogy hasonló aggodalmat nem mutattak ki az alacsony jövedelműek esetében. Néhányan bírálták Hansont, mert a szexről úgy beszélt, mintha árucikk lenne; mások pozitívabban írtak véleményéről. A New York Times rovatvezetője, Ross Douthat 2018 májusában írt egy hasonlóan ellentmondásos opciót "A szex újraelosztása" címmel, amelyben azt javasolta, hogy a szexrobotokat és a szexmunkásokat elkerülhetetlenül felszólítsák az incelek szexuális vágyainak kielégítésére. Néhány kommentátor ezzel a nézettel egyetértő cikkeket írt, köztük Toby Young, aki egyetértett abban, hogy a szexrobotok "működőképes megoldás" lehetne mások kritizálták a rovatot a nők tárgyiasítása és az incel ideológia legitimálása miatt.
Zack Beauchamp újságíró aggodalmát fejezte ki az uszítók által okozott egyéb típusú károk miatt, amelyek elveszhetnek a kifejezetten tömeges erőszakra fordított figyelemben; rámutat olyan fórumbejegyzésekre, amelyekben a felhasználók azzal dicsekednek, hogy kiabálnak, harcolnak és szexuálisan bántalmazzák a nőket. Lisa Sugiura, a Portsmouthi Egyetem oktatója az incel fórumokat "hálózatba kötött nőgyűlöletnek" minősítette, és sürgette az ilyen fórumokon található bejegyzéseket, hogy vegyék őket komolyan nemcsak a gyűlöletbeszéd összefüggésében, hanem az ápolás egyik formájaként is, amely radikalizálhatja "érzékelhető és sebezhető kiábrándult fiatal férfiak". Az incel közösségekkel foglalkozó egyes szociológiai kutatások hibrid férfiasságként elemezték őket, amelyben a kiváltságos férfiak elhatárolódnak a hegemón férfiasságtól, miközben egyúttal reprodukálják is azt.

### Az incel közösségeket szolgáltató platformoké
Kritikát emeltek olyan platformok ellen is, amelyek az incel tartalmakat tárolják vagy tárolták, ideértve a Reddit-et is (amely 2017-ben betiltotta az /r/ incels közösséget, és 2019 szeptemberében betiltotta a fennmaradó incel-közösségek nagy részét is, de még mindig egyes incel közösségeknek otthont ad), és Twitter-t. A Cloudflare-t, amely olyan szolgáltatásokat nyújt, amelyek magukban foglalják a DDoS-védelmet és gyorsítótárat, hogy a weboldalak offline állapotban is elérhetőek maradjanak, szintén bírálták, hogy az incel webhelyeket védi a leállásokkal szemben, még akkor is, ha a webhostok megszüntették a szolgáltatást.